# Peru (Kansas)
Peru és una població dels Estats Units a l'estat de Kansas. Segons el cens del 2000 tenia 183 habitants.

## Demografia
Segons el cens del 2000, Peru tenia 183 habitants, 87 habitatges, i 50 famílies. La densitat de població era de 185,9 habitants/km².
Dels 87 habitatges en un 23% hi vivien nens de menys de 18 anys, en un 39,1% hi vivien parelles casades, en un 9,2% dones solteres, i en un 42,5% no eren unitats familiars. En el 40,2% dels habitatges hi vivien persones soles el 21,8% de les quals corresponia a persones de 65 anys o més que vivien soles. El nombre mitjà de persones vivint en cada habitatge era de 2,1 i el nombre mitjà de persones que vivien en cada família era de 2,78.
Per edats la població es repartia de la següent manera: un 23% tenia menys de 18 anys, un 4,9% entre 18 i 24, un 24,6% entre 25 i 44, un 24,6% de 45 a 60 i un 23% 65 anys o més.
L'edat mediana era de 42 anys. Per cada 100 dones de 18 o més anys hi havia 101,4 homes.
La renda mediana per habitatge era de 25.208 $ i la renda mediana per família de 31.875 $. Els homes tenien una renda mediana de 15.625 $ mentre que les dones 12.143 $. La renda per capita de la població era de 13.810 $. Entorn del 6,4% de les famílies i l'11,9% de la població estaven per davall del llindar de pobresa.

## Poblacions més properes
El següent diagrama mostra les poblacions més properes.